# Yāska
Yāska (Devanagari: यास्क; fl. VI o V secolo a.C.) è stato un grammatico indiano.

## Biografia
Fu uno dei primi grammatici della lingua sanscrita antecedente a Pāṇini (fl. IV secolo a.C.), che si presume sia vissuto nel VI o V secolo a.C.
Nulla si conosce su di lui se non che è tradizionalmente indicato come autore del Nirukta, il trattato di "etimologia" (spiegazione delle parole) nella Vyākaraṇa (grammatica sanscrita tradizionale).

## Contributi
Yaska è l'autore del Nirukta, un trattato tecnico sull'etimologia, lessico e semantica dei termini sanscriti. Si crede sia stato un successore di Śākaṭāyana, un antico grammatico e Vedāṅga, che è menzionato nel suo testo.
Il Nirukta si propone di spiegare come certe parole hanno il loro significato, specialmente nel contesto dell'interpretazione dei testi Vedici. Esso comprende un sistema di regole per la formazione delle parole dalle radici e affissi, e un glossario di parole irregolari, ed ha costituito la base per i successivi lessici e  dizionari. Si compone di tre parti, viz.:(I) Naighantuka, una raccolta di sinonimi; (II) Naigama, una raccolta di parole proprie dei Veda, e (III) Daivata, le parole relative alle divinità e ai sacrifici.
Il Nirukta è stato uno dei sei Vedāṅga o soggetti rituali obbligatori nel programma dello studio del sanscrito nell'India antica.

## Categorie lessicali e parti del discorso
Yāska definì quattro categorie principali di parole:
1. nāma – sostantivi
2. ākhyāta – verbi
3. upasarga – avverbi
4. nipāta – particelle grammaticali e preposizioni)

Yāska individuò due principali categorie ontologiche: un processo o un'azione (bhava) e un ente o un essere o una cosa (sattva). Poi definì il verbo, come quello in cui il bhava ('processo') è predominante, mentre un sostantivo è quello in cui il sattva ('cosa') è predominante. Il 'processo' ha, secondo una interpretazione, una fase iniziale e una fase successiva e quando tale 'processo' è il senso dominante, viene utilizzato un verbo finito come in vrajati, 'passeggiate', o pachati, 'cucina'.
Ma questa caratterizzazione di sostantivo/verbo è inadeguata, poiché questi processi possono avere forme nominali. Ad esempio, Lui viene per una passeggiata. Quindi, Yaska propose che quando un processo viene indicato come 'pietrificato' o 'configurato' la massa (Murta) si estende dall'inizio alla fine, dovrebbe essere utilizzato un sostantivo verbale, per esempio Vrajyā, una passeggiata, o pakti, una cucina. Quest'ultima può essere vista come un caso di sintesi di scansione,
poiché manca l'elemento della sequenza nel processo.
Questi concetti sono legati al significato moderno di aspetto, il murta che costituisce il 'perfetto' e il bhava l'aspetto 'imperfetto'.
Yaska dà anche un test per nomi sia concreti che astratti: i sostantivi sono parole che possono essere indicati dal pronome che.

### Parole come veicoli di significato: atomismo contro olismo
Come nelle moderne  teorie semantiche, Yaska vede le parole come i principali portatori di significato. Questo punto di vista - che le parole hanno uno statuto ontologico primario o preferito nel definire senso, è stato ferocemente discusso nella tradizione indiana nel corso di molti secoli. I due lati del dibattito possono essere chiamati i seguaci Nairukta (sulla base dell'atomismo del Nirukta di Yaska), contro il  Vaiyākarans (grammatici seguaci dell'olismo di Pāṇini), e il dibattito continua in varie forme da dodici secoli coinvolgendo diversi filosofi delle scuole nyàya, mīmāṃsā e buddista.
Nei testi prātishākhya che precedono Yaska, e forse Sakatayana, l'essenza della controversia è stata dichiarata cripticamente in forma sutra come "Samhita pada-prakrtih". Secondo la concezione atomistica, le parole sarebbero gli elementi primari (prakrti) da cui la frase è costruita, mentre la visione olistica considera la frase come entità primaria, originariamente data nel suo contesto di espressione, e le parole sono vanno considerate solo attraverso l'analisi e l'astrazione.
Questo dibattito riguarda l'atomistica contro l'interpretazione olistica di frammenti linguistici - un dibattito molto simile infuria oggi tra semantica tradizionale e linguistica cognitiva, discutendo se le parole in se stesse hanno interpretazioni semantiche che possono essere composte a formare stringhe di dimensioni maggiori. La visione linguistica cognitiva della semantica è che la definizione di una parola vincola il significato perché il significato reale di una parola può essere interpretato solo considerando un gran numero di singoli segnali contestuali.

### Etimologicamente, i sostantivi hanno origine dai verbi
Yāska difende anche la visione, presente nel precedente Sakatayana, che etimologicamente la maggior parte dei sostantivi hanno origine dai verbi. Ad esempio, nella lingua inglese il sostantivo origin, deriva dal latino originalis, che è basato sul verbo orior, "sorgere". Questo punto di vista è legato alla posizione che nel definire categorie agenti, i comportamenti sono ontologicamente primari, per esempio, l'aspetto. Questa è stata anche una fonte di notevole dibattito per molti secoli (vedi Sakatayana per i dettagli).